# Oswald Holmberg
Torsten Oswald Magnus Holmberg (Malmö, 1882, július 17. – Malmö, 1969. február 11.) az 1906-os nem hivatalos olimpiai játékokon bronzérmet nyert svéd kötélhúzó, az 1908-as és az 1912-es olimpiai játékokon aranyérmet nyert tornász.
Az 1906. évi nyári olimpiai játékokon indult kötélhúzásban. Egyenes kieséses volt a verseny. Az első körben kikaptak a görögöktől, majd a bronzmérkőzésen megverték az osztrákokat.
Részt vett a következő, már hivatalos olimpián, az 1908. évi nyári olimpiai játékokon és tornában csapat összetettben aranyérmes lett.
Részt vett az 1912. évi nyári olimpiai játékokon is, és tornában a svéd rendszerű csapat összetettben aranyérmes lett.
Testvéreivel, Arvid Holmberggel és Carl Holmberggel együtt lett olimpiai bajnok 1908-ban.